# Saskia Noort
Saskia Noort, née le 13 avril 1967 à Bergen (Hollande-Septentrionale), est une journaliste pigiste, éditorialiste et romancière néerlandaise, spécialisée dans le roman policier.

## Biographie
Après des études secondaires à Utrecht, elle étudie le journalisme et le théâtre et depuis le début des années 1990 travaille comme journaliste pour des magazines féminins tels que Viva et Marie Claire, ainsi que TopSanté et Ouders van Nu.
Elle fait ses débuts en 2003 en tant qu'auteur avec le thriller littéraire Terug naar de kust, dont plus de 200 000 exemplaires sont vendus.
En 2004, son 2e thriller, Eetclub, est un gros succès et se vend à 300 000 exemplaires. Ses deux livres, ont été nommés au Gouden Strop, le prix du meilleur roman policier néerlandais.
Ces deux livres ont été traduits en allemand, russe, danois, français et norvégien. Leurs droits ont été vendus à des éditeurs d'Angleterre, Suède, Finlande, Bulgarie, Brésil, Italie, Espagne et Grèce. Des adaptations cinématographiques sont en cours. Elle a aussi publié Aan de goede kant van 30, un recueil de ses chroniques.
En mai 2006 est paru  Nieuwe buren (Les nouveaux voisins), un thriller sur l'amour, le sexe et le désir de liberté - mais aussi l'angoisse qu'ils entraînent. Ce roman a été mal reçu par la critique. Hans Knegtmans a écrit à son sujet dans le journal Het Parool over Noorts «... écriture sans imagination et naïve (...) accumulation d'invraisemblances dans la composition.» Knegtmans a classé cette œuvre dans la catégorie de la « nouvelle vacuité ». Néanmoins, il s'est très bien vendu lui aussi
.

Son roman suivant, De verbouwing (La rénovation), ne trouve guère plus grâce à ses yeux.

Enfin, en 2010, paraît Afgunst (Envie).

## Œuvre

### Romans
- Terug naar de kust (2003) Publié en français sous le titre Retour vers la côte, traduit par Mireille Cohendy, Paris, Éditions Denoël, 2007, 314 p.  (ISBN 978-2207258903)
- Eetclub (2004) - Prix SNCF du polar 2009[3],[4] Publié en français sous le titre Petits meurtres entre voisins, traduit par Mireille Cohendy, Paris, Éditions Denoël, « Thriller », 2007, 321 p.  (ISBN 978-3534028276)
- Nieuwe buren (2006) Publié en français sous le titre D'excellents voisins, traduit par Mireille Cohendy, Paris, Éditions Denoël, « Grand public », 2011, 382 p.  (ISBN 978-2207258910)
- Afgunst (2007)
- De verbouwing (2009)
- Koorts (2011)
- Debet (2013)
- Huidpijn (2016)
- Stromboli (2018) Publié en français sous le titre L'Île de mes démons, traduit par Myriam Bouzid, Paris, Michel Lafon, 349 p.  (ISBN 978-2749939117)

### Recueil de nouvelles
- Afgunst & Een goed huwelijk (2010)

### Articles
- Aan de goede kant van 30 (2005)
- 40 (2007)
- Babykoorts (2008)